# Hans-Peter Pohl
Pour l’article homonyme, voir  Pohl .
Hans-Peter Pohl (né le 30 janvier 1965 à Triberg im Schwarzwald) est un ancien spécialiste allemand du combiné nordique.

## Biographie
Après sa carrière, il est devenu commentateur pour Eurosport et la chaîne allemande ARD.

## Palmarès

### Jeux olympiques
| Épreuve / Édition | Calgary 1988 | Albertville 1992 |
| Individuel        | 28e          | 16e              |
| Par équipes       | Or           | 5e               |

### Championnats du monde
| Épreuve / Édition | Oberstdorf 1987 | Val di Fiemme 1991 | Falun 1993 |
| Individuel        | 8e              | 5e                 |            |
| Par équipes       | Or              | 4e                 | Bronze     |

### Coupe du monde
- Meilleur classement final : 10e en 1991.
- Meilleur résultat individuel : 3e (à une reprise).